# Dickschied

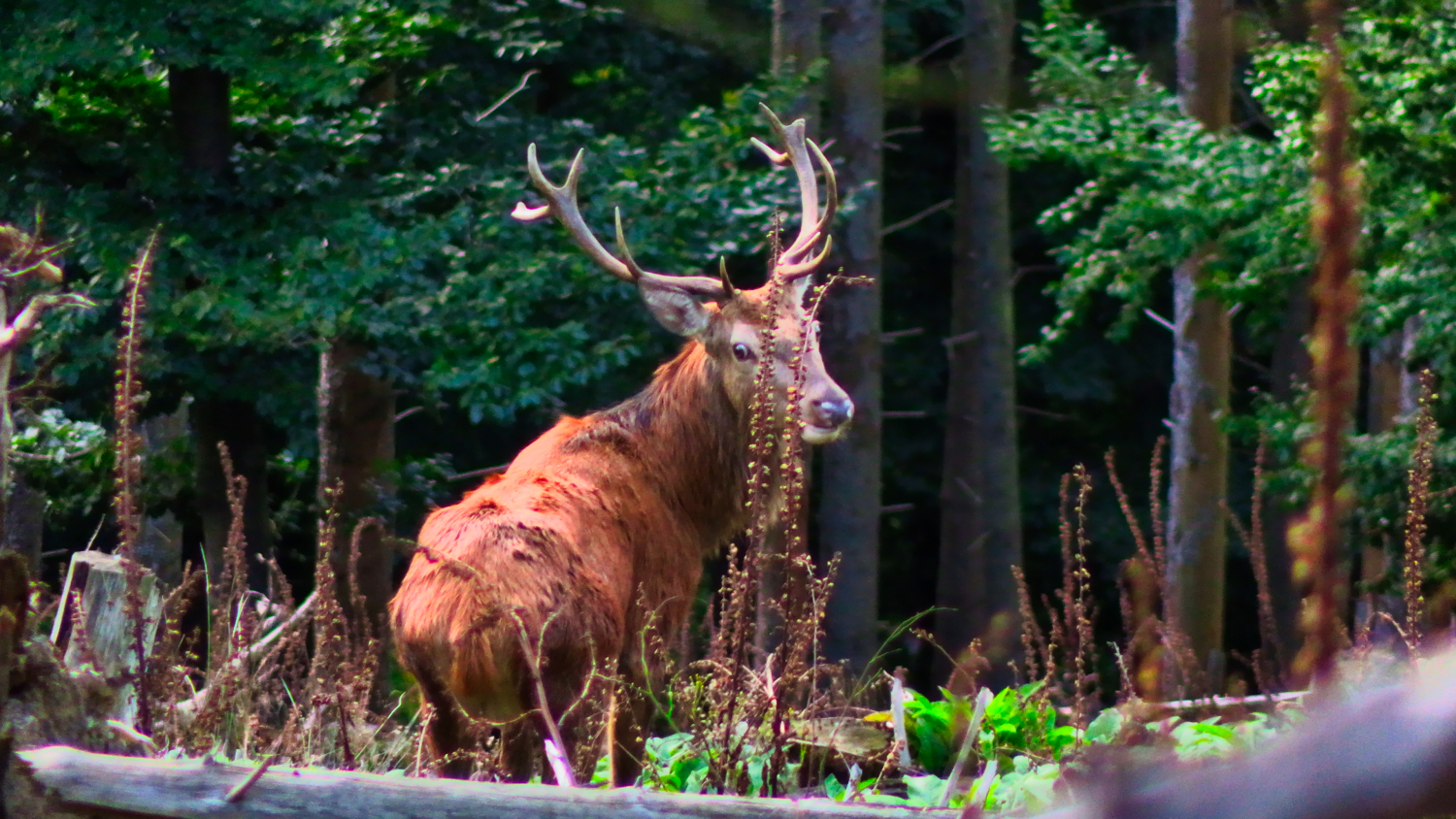
Rothirsch im Wald von Dickschied.

 Dickschied  ist ein Ortsteil der Flächengemeinde Heidenrod im südhessischen Rheingau-Taunus-Kreis. Für den Ortsteil besteht ein Ortsbezirk mit Ortsbeirat.

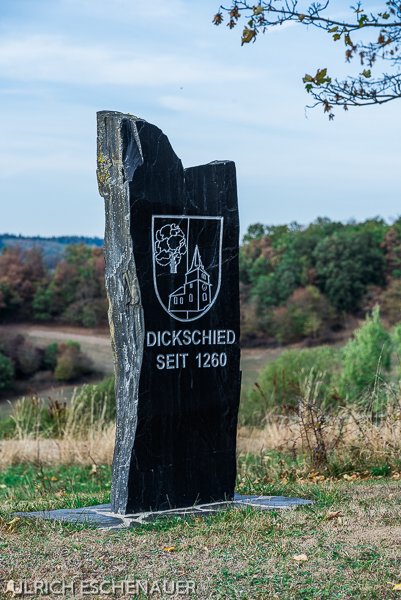
Wappen von Dickschied auf einer Schiefersäule.

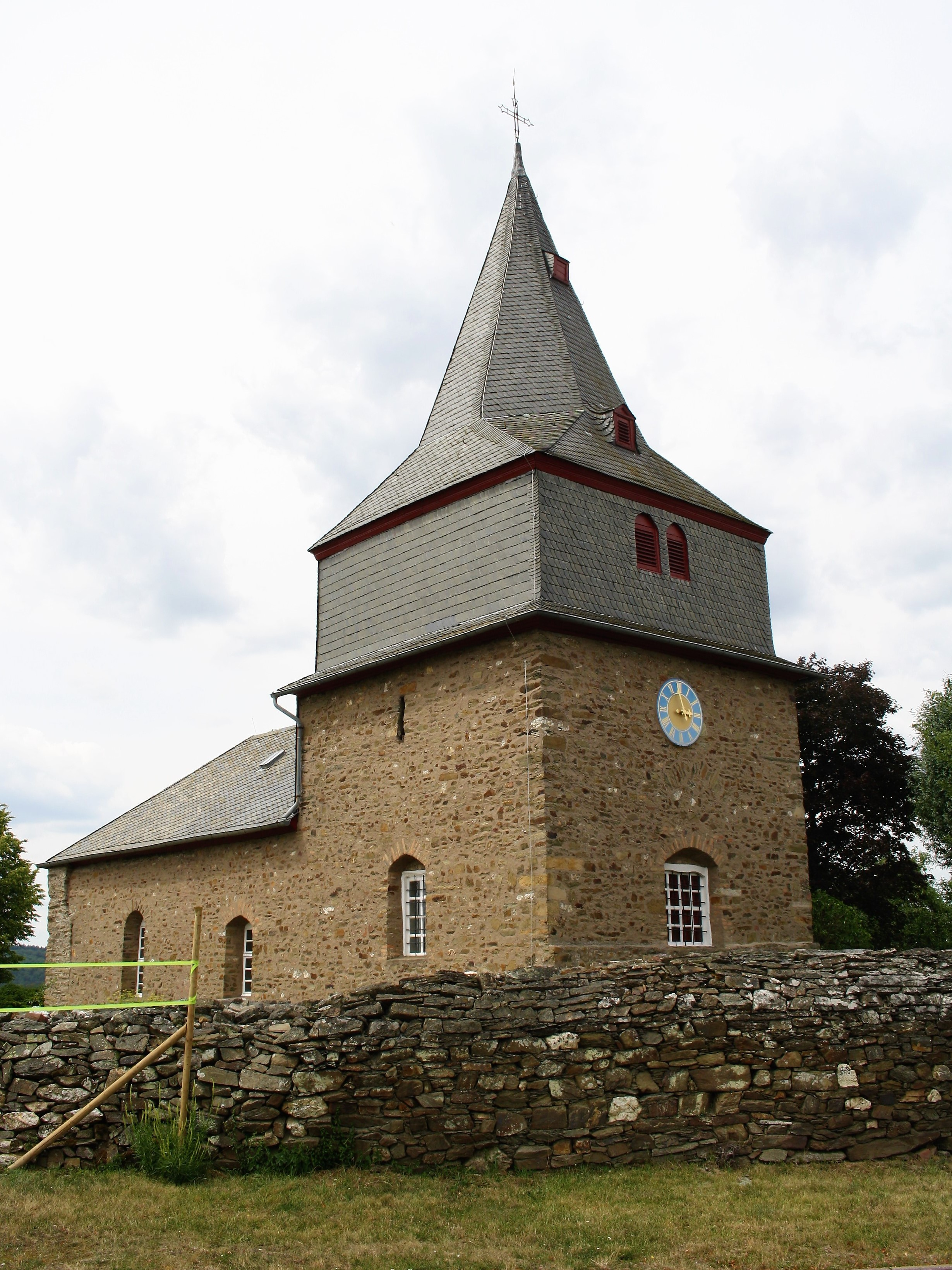
Evangelische Wehrkirche in Dickschied

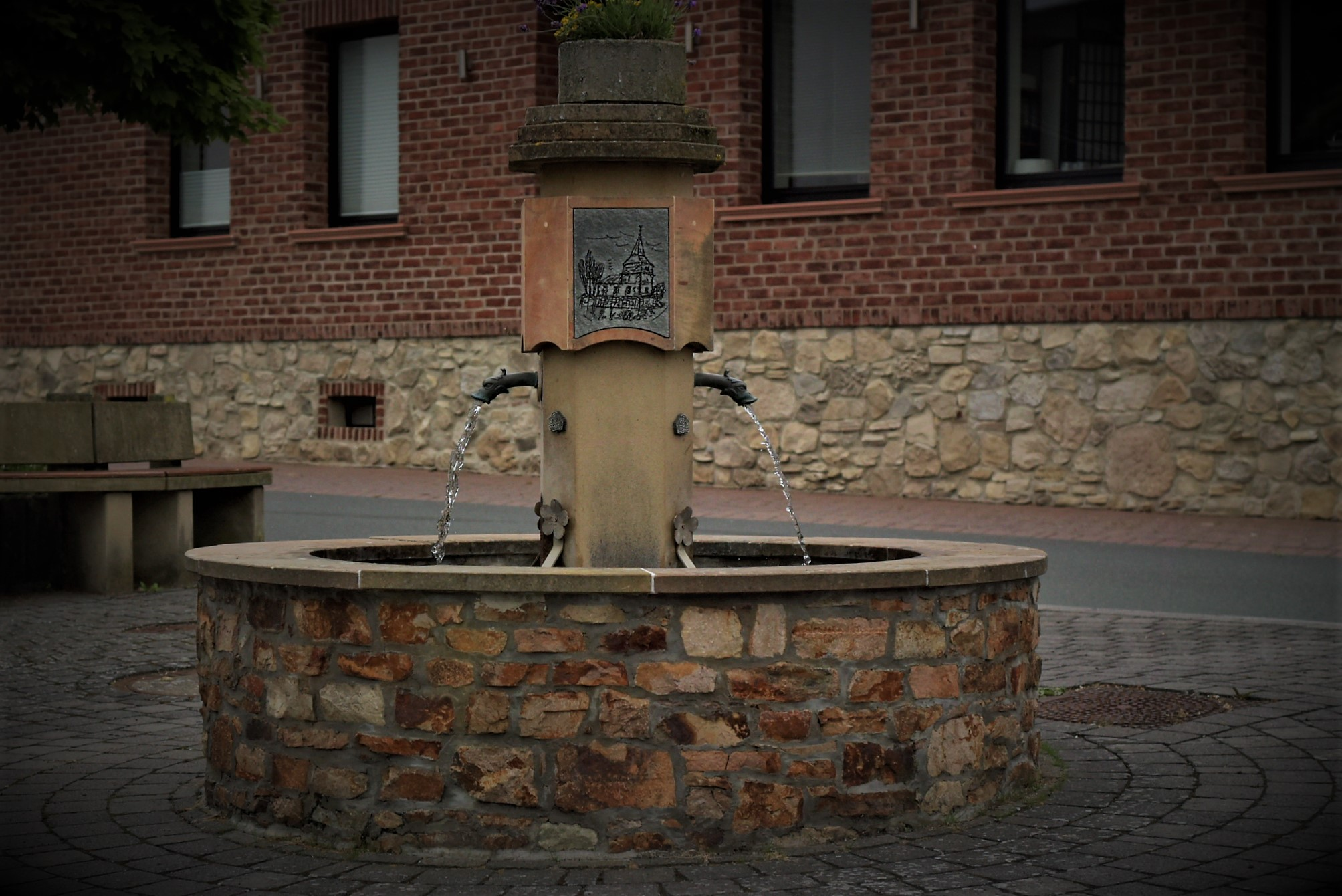
Dorfbrunnen von Heidenrod-Dickschied

## Geographie
Dickschied liegt im westlichen Hintertaunus. Mit Hilgenroth und Nauroth liegt es auf einem in Nord-Süd-Richtung verlaufenden Höhenzug im nordöstlichen Wispertaunus hoch über dem Wispertal im Osten und dem Herzbach, einem rechten Zufluss der Wisper, im Westen. Dickschied ist der südlichste der drei Ortsteile. Der Ort ist umgeben von ausgedehnten landwirtschaftlichen Flächen, die von teilweise steil abfallenden bewaldeten Talhängen umrahmt sind.
Die räumliche Nähe zu den Naherholungsgebieten Rheingau und Mittelrhein, zur Loreley, sowie zum Aar- und Lahntal einerseits und zum wirtschaftlich starken Rhein-Main-Gebiet andererseits tragen erheblich zum Wohnwert des Ortsteiles bei.

## Geschichte
Im Jahr 1260 wurde Dickschied erstmals urkundlich erwähnt.
Im 19. Jahrhundert erfolgte ein Zusammenschluss von Dickschied und Geroldstein zur Gemeinde Dickschied-Geroldstein. Während im Jahr 1870 noch die Selbständigkeit der Gemeinde dokumentiert ist, führt das Gemeindeverzeichnis Deutschland für das Jahr 1900 schon die Doppelgemeinde auf. Andererseits wird nach dem Historischen Ortslexikon Dickschied bereits 1843 zusammen mit Geroldstein genannt und war mit diesem zu einer Landgemeinde vereinigt.
Als Dickschied-Geroldstein sich am 31. Dezember 1971 im Vorfeld der Gebietsreform in Hessen mit weiteren 15 Gemeinden auf freiwilliger Basis zur Gemeinde Heidenrod zusammenschloss, wurde für jeden der beiden Ortsteile ein eigener Ortsbezirk mit Ortsbeirat errichtet.

## Kultur und Sehenswürdigkeiten
Im Ort steht eine ehemalige Wehrkirche, die über 800 Jahre alt sein soll.
Dickschied erhielt 1997 ein Gemeinschaftszentrum, dazu gehört die 200 Quadratmeter große Wisperhalle, einen Feuerwehrtrakt und einen Kindergarten mit Spielplatz. 
2015 entstand gegenüber der Wehrkirche ein Unterstand für die über 100 Jahre alte Omnibusspritze und nebenan eine kleine Holzhütte, die als Dorfmittelpunkt dienen soll.

## Wirtschaft und Infrastruktur

### Tourismus
Der Wispertaunus, in dem Dickschied liegt, ist einer der waldreichsten Teile des Taunus und wurde zu großen Teilen als FFH-Gebiet ausgewiesen. Zudem ist die Region Teil des Naturpark Rhein-Taunus, der den Menschen eine naturnahe Erholung ermöglichen will. Um Nauroth erstreckt sich ein gut ausgebautes Wanderwegenetz mit Ruhebänken und ist so ein ideales Wandergebiet.

### Verkehr
Über den Höhenzug, auf dem Dickschied liegt, verläuft in Nord-Süd-Richtung die L 3035, die nach Norden über die Nachbarorte Hilgenroth und Nauroth zur sieben Kilometer entfernten Kemeler Heide führt, wo ein Anschluss an die Bundesstraße 260 besteht und an die Straße nach Laufenselden, dem zentralen Ortsteil von Heidenrod.
Nach Süden führt die L 3035 kurvenreich hinunter ins Wispertal, folgt diesem wenige hundert Meter talwärts nach Westen in Richtung Lorch, biegt dann aber von der Wisperstraße nach Süden ins Gladbachtal ab, um über Hausen vor der Höhe Kiedrich im Rheingau und Eltville am Rhein zu erreichen. Wenn man von Dickschied kommend im Wispertal nach Osten abbiegt, erreicht man am Dornbach entlang talaufwärts entweder über Ramschied oder über Langenseifen die B 260 und die Straße zur Kreisstadt Bad Schwalbach. Auf der Bundesstraße erreicht man in südlicher Richtung Wiesbaden und das Rhein-Main-Gebiet.

## Sonstiges
Ein bekannter Bewohner ist Franz Keller, ein deutscher Koch, * 1950 in Freiburg geboren, der mit Michelin-Stern ausgezeichnet wurde. 